# 子どもシェルター
子どもシェルターとは、両親や家族が、ネグレクトや児童虐待などで、恒常的に暴力被害を受けている子供たちを、家庭から一時的に避難し受け入れる児童福祉施設のこと。

## 概要
2000年代以後、両親・家族による児童虐待は年々増え続け、特に大阪府においては大阪府警察の調べで、児童相談所に18歳未満の児童・生徒らが通告した人数は、2014年で、2013年から見て6割以上となり、日本においてのワースト1となってしまった。
しかし、通常子供らは相談所内にある一時保護所で受け入れられるべきを、それが慢性的に不足しているという傾向にあることから、子どもシェルター全国ネットワーク会議が中心となって、「少なくとも各都道府県1か所以上必要」として、児相とは異なる民間の団体・企業などが、子供の受け入れを行うことになった。
ところが、国・都道府県などの公的機関からの補助金が減額されたり、運営する民間団体・企業などの職員確保が難しいことや、児相・子どもシェルターの定員も限られているという理由で、日本放送協会が取材したところ、福岡県では運営費用の枯渇化や、国・県などからの補助金が下りなかったことにより、千葉県では職員確保が不可能であることなどから、開設1-2年も満たない状態で休止・閉鎖などが相次いでしまうなど、課題を抱えている。
しかし、千葉県の特定非営利活動法人子どもシェルター帆希は、平成28年4月1日から子どもシェルターを再開しており、子どもシェルターに関する状況は改善しつつある。